# Saint-Jean-Bonnefonds

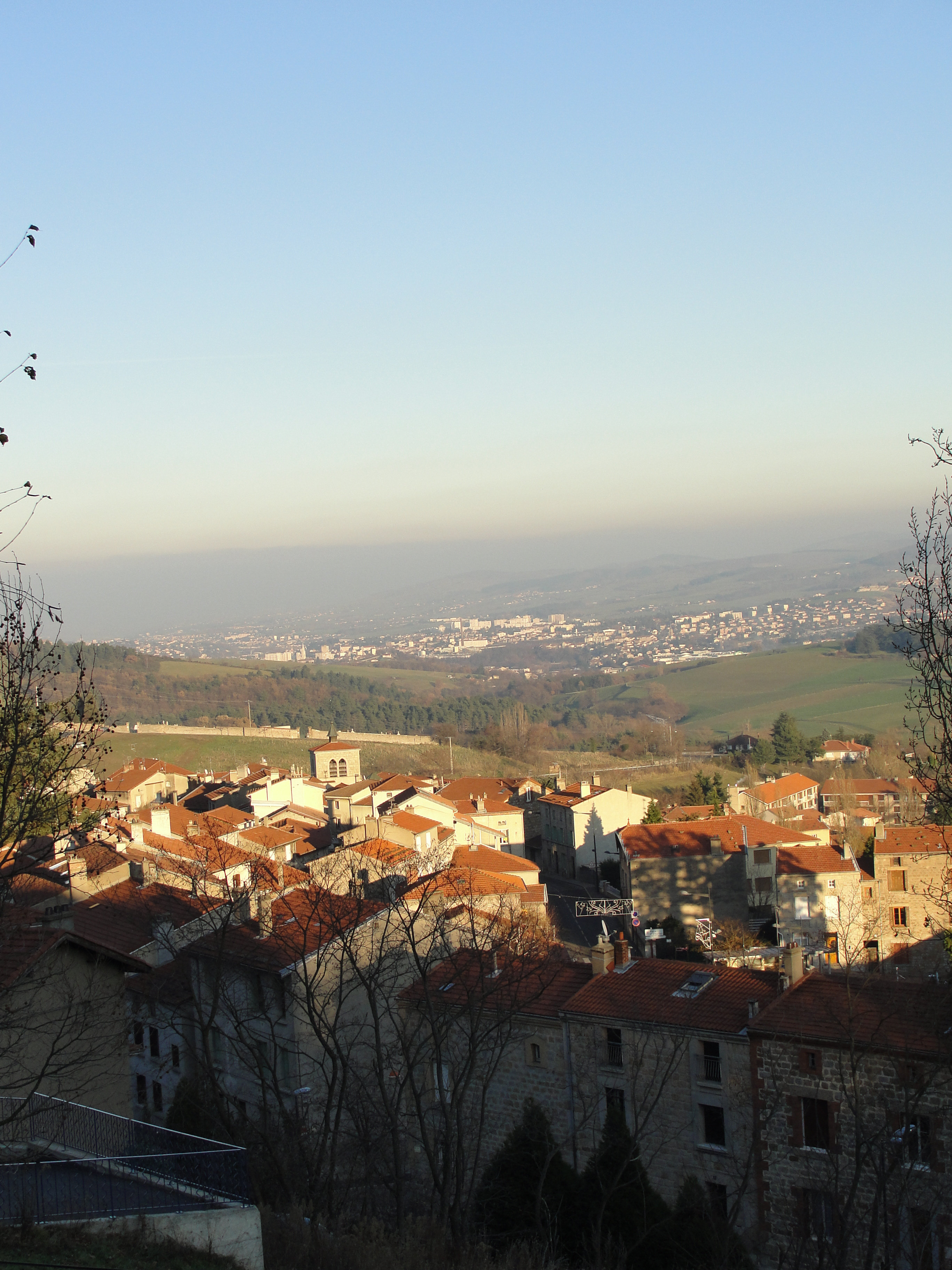
Saint-Jean-Bonnefonds, 2010

Saint-Jean-Bonnefonds – miejscowość i gmina we Francji, w regionie Owernia-Rodan-Alpy, w departamencie Loara.
Według danych na rok 1990 gminę zamieszkiwało 6412 osób, a gęstość zaludnienia wynosiła 553 os./km² (wśród 2880 gmin regionu Rodan-Alpy Saint-Jean-Bonnefonds plasuje się na 129. miejscu pod względem liczby ludności, natomiast pod względem powierzchni na miejscu 1004.).